# Cincinnati Open 2011
Il Cincinnati Open 2011 (conosciuto anche come Western & Southern Open per motivi di sponsorizzazione) è stato un torneo di tennis giocato sul cemento. È stata la 110ª edizione del Cincinnati Masters, che fa parte della categoria Masters 1000 nell'ambito dell'ATP World Tour 2011, e della categoria Premier nell'ambito del WTA Tour 2011. Sia il torneo maschile che quello femminile si sono giocati al Lindner Family Tennis Center di Mason, vicino a Cincinnati, in Ohio negli USA, fra il 15 e il 21 agosto 2011.

## Partecipanti ATP

### Teste di serie
| Nazione     | Giocatore          | Ranking* | Testa di serie |
| ----------- | ------------------ | -------- | -------------- |
| Serbia      | Novak Đoković      | 1        | 1              |
| Spagna      | Rafael Nadal       | 2        | 2              |
| Svizzera    | Roger Federer      | 3        | 3              |
| Regno Unito | Andy Murray        | 4        | 4              |
| Spagna      | David Ferrer       | 6        | 5              |
| Francia     | Gaël Monfils       | 7        | 6              |
| Stati Uniti | Mardy Fish         | 8        | 7              |
| Rep. Ceca   | Tomáš Berdych      | 9        | 8              |
| Spagna      | Nicolás Almagro    | 10       | 9              |
| Francia     | Gilles Simon       | 11       | 10             |
| Stati Uniti | Andy Roddick       | 12       | 11             |
| Francia     | Richard Gasquet    | 13       | 12             |
| Russia      | Michail Južnyj     | 14       | 13             |
| Serbia      | Viktor Troicki     | 15       | 14             |
| Francia     | Jo-Wilfried Tsonga | 16       | 15             |
| Svizzera    | Stan Wawrinka      | 17       | 16             |

*Le teste di serie sono basate sul ranking all'8 agosto 2011.

### Altri partecipanti
I seguenti giocatori hanno ricevuto una wild card per il tabellone principale:
- James Blake
- Grigor Dimitrov
- Robby Ginepri
- Ryan Harrison

I seguenti giocatori sono passati dalle qualificazioni:

### Assenze notevoli
- Lleyton Hewitt[1]
- Ivan Ljubičić[1]
- Milos Raonic[1]
- Tommy Robredo[1]
- Robin Söderling (infortunio al polso)[1]

## Partecipanti WTA

### Teste di serie
| Nazione     | Giocatrice               | Ranking* | Testa di serie |
| ----------- | ------------------------ | -------- | -------------- |
| Danimarca   | Caroline Wozniacki       | 1        | 1              |
| Russia      | Vera Zvonarëva           | 3        | 2              |
| Bielorussia | Viktoryja Azaranka       | 4        | 3              |
| Russia      | Marija Šarapova          | 5        | 4              |
| Cina        | Li Na                    | 6        | 5              |
| Rep. Ceca   | Petra Kvitová            | 7        | 6              |
| Italia      | Francesca Schiavone      | 8        | 7              |
| Francia     | Marion Bartoli           | 9        | 8              |
| Germania    | Andrea Petković          | 10       | 9              |
| Australia   | Samantha Stosur          | 11       | 10             |
| Polonia     | Agnieszka Radwańska      | 12       | 11             |
| Russia      | Anastasija Pavljučenkova | 13       | 12             |
| Serbia      | Jelena Janković          | 14       | 13             |
| Russia      | Svetlana Kuznecova       | 15       | 14             |
| Serbia      | Ana Ivanović             | 16       | 15             |
| Cina        | Peng Shuai               | 17       | 16             |

*Le teste di serie sono basate sul ranking all'8 agosto 2011.

### Altre partecipanti
Le seguenti giocatrici hanno ricevuto una wild card per il tabellone principale:
- Polona Hercog
- Christina McHale
- Marija Šarapova
- Sloane Stephens

Le seguenti giocatrici sono passate dalle qualificazioni:

### Assenze notevoli
- Dominika Cibulková[1]
- Kim Clijsters[1]
- Alexandra Dulgheru[1]
- Kaia Kanepi[1]
- Venus Williams[2]

## Punti e montepremi

### Distribuzione punteggio
| Turno                        | Singolare maschile | Doppio maschile | Singolare femminile | Doppio femminile |
| ---------------------------- | ------------------ | --------------- | ------------------- | ---------------- |
| Campioni                     | 1000               | 1000            | 900                 | 900              |
| Finalisti                    | 600                | 600             | 620                 | 620              |
| Semifinalisti                | 360                | 360             | 395                 | 395              |
| Quarti di finale             | 180                | 180             | 225                 | 225              |
| Terzo turno                  | 90                 | 90              | 125                 | 125              |
| Secondo turno                | 45                 | 10              | 70                  | 1                |
| Primo turno                  | 10                 | –               | 1                   | –                |
| Qualificati                  | 25                 | –               | 30                  | –                |
| Ultimo turno qualificazioni  | 14                 | –               | 20                  | –                |
| Secondo turno qualificazioni | -                  | –               | 12                  | –                |
| Primo turno qualificazioni   | -                  | –               | 1                   | –                |

### Premi in denaro
I premi sono espressi in dollari americani.
| Stage                       | Singolare maschile | Doppio maschile | Singolare femminile | Doppio femminile |
| --------------------------- | ------------------ | --------------- | ------------------- | ---------------- |
| Campioni                    | 496 000 $          | 140 000 $       | 360 000 $           | 100 000 $        |
| Finalisti                   | 243 200 $          | 70 000 $        | 180 000 $           | 50 000 $         |
| Semifinalisti               | 122 400 $          | 35 500 $        | 90 000 $            | 25 000 $         |
| Quarti di finale            | 62 240 $           | 18 470 $        | 41 450 $            | 12 500 $         |
| Terzo turno                 | 32 320 $           | 9690 $          | 20 550 $            | 6250 $           |
| Secondo turno               | 17 040 $           | 5090 $          | 10 575 $            | 3170 $           |
| Primo turno                 | 9200 $             | –               | 5500 $              | –                |
| Ultimo turno qualificazioni | 2120 $             | –               | 1995 $              | –                |
| Primo turno qualificazioni  | 1080 $             | –               | 1035 $              | –                |

## Campioni

### Singolare maschile
Andy Murray ha sconfitto in finale  Novak Đoković per 6-4, 3-0, rit.
- È il secondo titolo dell'anno per Murray, il 18° in carriera. Per Đoković si tratta della seconda sconfitta stagionale.

### Singolare femminile
Marija Šarapova ha sconfitto in finale  Jelena Janković per 4-6, 7–6(3), 6-3.
- È il secondo titolo dell'anno per Marija Šarapova ed il 24° in carriera.

### Doppio maschile
Mahesh Bhupathi /  Leander Paes hanno sconfitto in finale  Michaël Llodra /  Nenad Zimonjić per 7–6(4), 7–6(2).

### Doppio femminile
Vania King /  Jaroslava Švedova hanno battuto in finale  Natalie Grandin /  Vladimíra Uhlířová per 6-4, 3-6, [11-9].